# Omorgus quadridens
Omorgus quadridens es una especie de escarabajo del género Omorgus, familia Trogidae. Fue descrita científicamente por Blackburn en 1891.
Esta especie se encuentra en Nueva Gales del Sur, Queensland, Australia Meridional y Occidental y Victoria.